# Edmund Maria Merl
Edmund Maria Merl (* 17. Oktober 1889, Nürnberg; † 11. Dezember 1968) war ein deutscher Biologe. Sein offizielles botanisches Autorenkürzel lautet „Merl“.

## Werdegang
Merl kam als Sohn des Kgl. Landgerichtsrates Max Merl und dessen Ehefrau Maria zur Welt. Er promovierte 1915 an der Universität München und war von 1916 bis zu seiner Pensionierung 1954 an der Bayerischen Landesanstalt für Pflanzenbau und Pflanzenschutz tätig. Ab 1938 war er Leiter der Abteilung für Samenkontrolle. Wissenschaftlicher Schwerpunkt seiner Arbeit waren Samenpflanzen und die Saatgutuntersuchung.
Nach Ende des Zweiten Weltkriegs war er maßgeblich am Wiederaufbau des Untersuchungswesens der Anstalt beteiligt. Die Wiederaufnahme der deutschen Fachinstitute in die Internationale Vereinigung für 
Samenkontrolle als gleichberechtigte Mitglieder leitete er in die Wege.

## Ehrungen
- 1955: Verdienstkreuz am Bande der Bundesrepublik Deutschland